# Platynota (polilla)
Platynota es un género de polillas de la familia Tortricidae.

## Especies
- Platynota blanchardi Powell & Brown, 2012
- Platynota breviplicana Walsingham, 1897
- Platynota calidana (Zeller, 1877)
- Platynota capella Walsingham, 1913
- Platynota colobota Meyrick, 1926
- Platynota egana (Walker, 1866)
- Platynota exasperatana (Zeller, 1875)
- Platynota flavedana Clemens, 1860
- Platynota helianthes (Meyrick, 1932)
- Platynota idaeusalis (Walker, 1859)
- Platynota illuminata (Meyrick, 1917)
- Platynota islameconae Powell & Brown, 2012
- Platynota labiosana (Zeller, 1875)
- Platynota larreana (Comstock, 1939)
- Platynota meridionalis Brown, 2013
- Platynota nigrocervina Walsingham, 1895
- Platynota obliqua Walsingham, 1913
- Platynota offuscata Walsingham, 1913
- Platynota polingi Powell & Brown, 2012
- Platynota redingtonensis Powell & Brown, 2012
- Platynota restitutana (Walker, 1863)
- Platynota rostrana (Walker, 1863)
- Platynota semiustana Walsingham, 1884
- Platynota stultana Walsingham, 1884
- Platynota subacida (Meyrick, 1917)
- Platynota subargentea Walsingham, 1913
- Platynota subtinae Brown, 2013
- Platynota texana Powell & Brown, 2012
- Platynota viridana Barnes & Busck, 1920
- Platynota wenzelana (Haimbach, 1915)
- Platynota xylophaea (Meyrick, 1912)
- Platynota yumana (Kearfott, 1907)
- Platynota zapatana Powell & Brown, 2012
- Platynota zymogramma (Meyrick, 1926)